# Artroscopia temporomandibolare
L'artroscopia temporo-mandibolare è un mezzo di diagnosi e terapia utilizzato per i disturbi e i dolori dell'articolazione temporo-mandibolare.

## Strumentazione
L'artroscopia viene svolta attraverso l'utilizzo di una telecamera miniaturizzata il cui calibro è paragonabile ad un ago da prelievo, in modo tale da non lasciare alcuna cicatrice sul viso.

## Procedura
Oggi viene eseguita in anestesia generale, in modo da poter rilassare completamente il paziente.
Attraverso il suo impiego è possibile risolvere dubbi diagnostici e contemporaneamente sbloccare la mandibola, sostituire il liquido sinoviale danneggiato presente all'interno dell'articolazione, eliminare l'effetto ventosa responsabile di molti blocchi articolari, liberare dalle membrane e "ripulire" la cavità articolare.
La tecnica da sola non è in grado di risolvere tutti i disturbi articolari, in quanto risulta necessario un inquadramento diagnostico completo del paziente e la terapia è multifattoriale.

## Applicazione in Italia
Attualmente, in Italia, questa pratica non è molto diffusa per i costi dell'attrezzatura e per il training chirurgico specifico.